# Chính phủ Phần Lan
Chính phủ Phần Lan là cơ quan hành pháp tối cao của Phần Lan. Theo Hiến pháp năm 1999 của Phần Lan, Chính phủ nắm quyền lực hành pháp, có thẩm quyền ban hành nghị định; thực hiện các nghị quyết của Quốc hội và quyết định của Tổng thống Cộng hòa; chịu trách nhiệm tập thể và là cơ quan đại diện cho Cộng hòa Phần Lan tại Hội đồng Liên minh châu Âu.
Nếu không tính đến một số ngoại lệ trong lịch sử, đặc trưng của nội các Phần Lan là sự liên hiệp của các đại biểu thuộc hai đảng lớn và một số đảng nhỏ hơn; nói cách khác thì Chính phủ Phần Lan thường là một chính phủ liên hiệp.

## Thành phần
Chính phủ – gồm thủ tướng và các bộ trưởng – là cơ quan hành pháp quan trọng nhất của Phần Lan. Hiến pháp Phần Lan năm 1999, Điều 3, Khoản 2 quy định quyền lực tối cao của Chính phủ:
Quyền lực nhà nước do Tổng thống Cộng hòa và Chính phủ – bao gồm các thành viên do Quốc hội tín nhiệm – thực thi. Quyền lực về tư pháp do các tòa án độc lập thực thi, trong đó Tòa án tối cao và Tòa án hành chính tối cao là hai cơ quan xét xử cao nhất.

### Danh sách các Bộ và cơ quan ngang Bộ
| Tên                           | Tiếng Phần Lan                   | Tiếng Thụy Điển                      |
| ----------------------------- | -------------------------------- | ------------------------------------ |
| Văn phòng Thủ tướng           | valtioneuvoston kanslia          | statsrådets kansli                   |
| Bộ Ngoại giao                 | ulkoministeriö                   | utrikesministeriet                   |
| Bộ Tư pháp                    | oikeusministeriö                 | justitieministeriet                  |
| Bộ Nội vụ                     | sisäministeriö                   | inrikesministeriet                   |
| Bộ Quốc phòng                 | puolustusministeriö              | försvarsministeriet                  |
| Bộ Tài chính                  | valtiovarainministeriö           | finansministeriet                    |
| Bộ Giáo dục và Văn hóa        | opetus- ja kulttuuriministeriö   | undervisnings- och kulturministeriet |
| Bộ Nông nghiệp và Lâm nghiệp  | maa- ja metsätalousministeriö    | jord- och skogsbruksministeriet      |
| Bộ Giao thông và Truyền thông | liikenne- ja viestintäministeriö | kommunikationsministeriet            |
| Bộ Kinh tế và Việc làm        | työ- ja elinkeinoministeriö      | arbets- och näringsministeriet       |
| Bộ Xã hội và Y tế             | sosiaali- ja terveysministeriö   | social- och hälsovårdsministeriet    |
| Bộ Môi trường                 | ympäristöministeriö              | miljöministeriet                     |

## Ủy ban Chính phủ
Chính phủ Phần Lan bao gồm bốn Ủy ban Chính phủ thường trực theo luật định để thực hiện chức năng chuẩn bị cho các vấn đề. Mỗi một ủy ban do Thủ tướng đứng đầu. Thủ tướng có thể tham gia họp bàn với một Ủy ban Chính phủ về những vấn đề mà không yêu cầu hay tốt nhất là không nên có sự góp mặt của toàn thể Nội các.
- Ủy ban Chính phủ về tài chính (tiếng Phần Lan: raha-asiainvaliokunta);
- Ủy ban Chính phủ về chính sách đối ngoại và an ninh (ulko- ja turvallisuuspoliittinen ministerivaliokunta; từ năm 1922);
- Ủy ban Chính phủ về chính sách kinh tế (talouspoliittinen ministerivaliokunta; từ năm 1977);
- Ủy ban Chính phủ về các vấn đề Liên minh châu Âu (Euroopan unionia koskevien asioiden ministerivaliokunta; thay thế Ủy ban Chính phủ về các vấn đề Cộng đồng Kinh tế châu Âu từ năm 1995)

Thủ tướng có thể tham gia họp bàn với một Ủy ban Chính phủ về những vấn đề không yêu cầu hoặc tốt nhất là không nên có sự góp mặt của toàn thể Nội các. Tuy tồn tại một số Ủy ban dành riêng cho chính phủ, dưới đây là

## Lập pháp

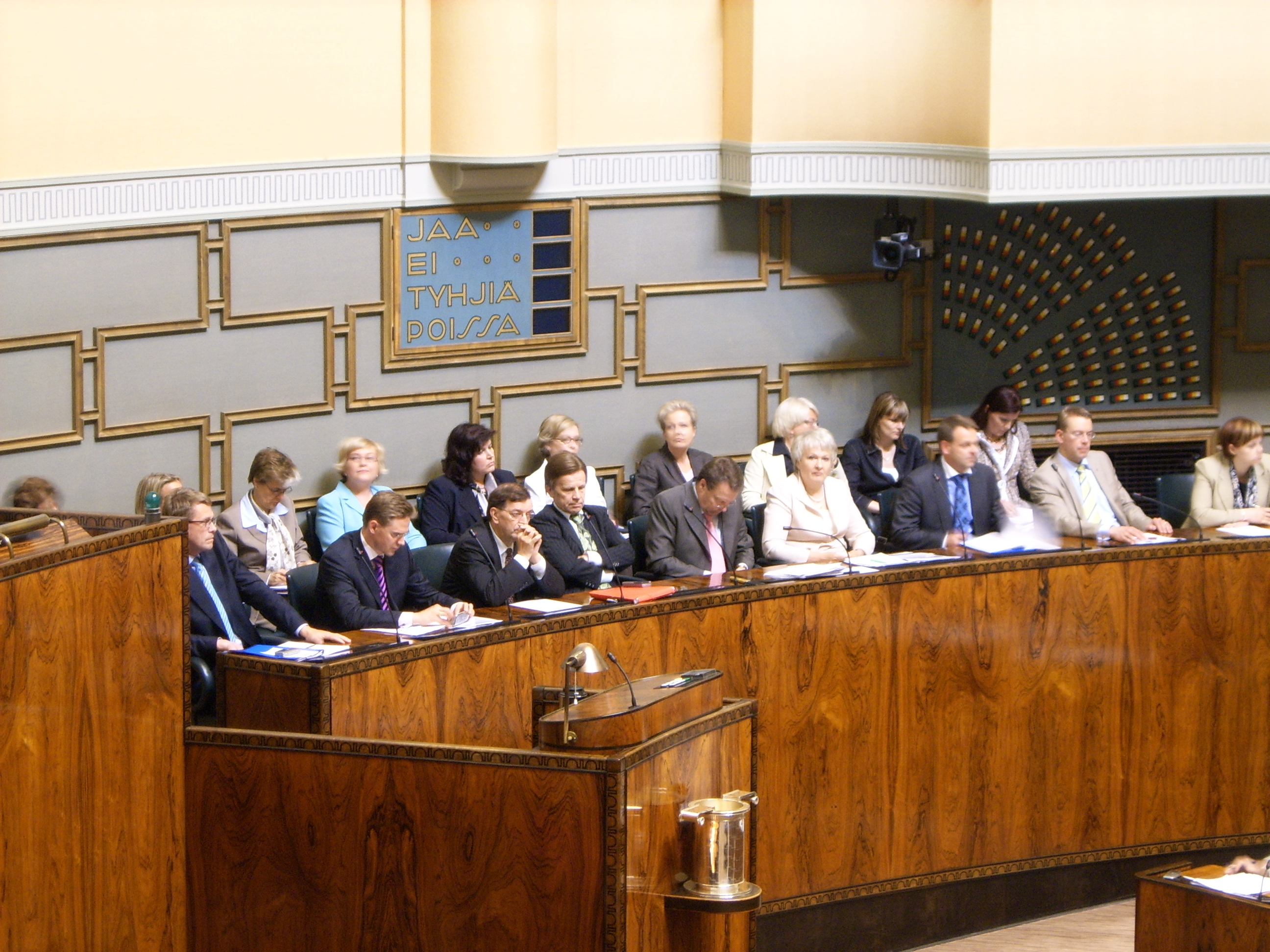
Nội các thứ hai của thủ tướng Matti Vanhanen tại phiên họp Quốc hội Phần Lan, 2007

Chính phủ là cơ quan hoạt động thường xuyên trong lĩnh vực lập pháp. Một luật kiến nghị (tiếng Phần Lan: laki) sẽ được một bộ hữu quan soạn thảo dưới sự điều phối của vị Bộ trưởng của bộ ấy, sau đó luật kiến nghị ấy được Chính phủ xem xét và trình lên cho Quốc hội xử lý và sửa đổi dưới dạng một dự luật Chính phủ (tiếng Phần Lan: hallituksen esitys). Tuy nhiên vì bản chất của đa số các nội các Chính phủ Phần Lan là nội các liên hiệp nên các đảng thuộc phe Chính phủ sẽ nắm số ghế đa số đơn giản trong Quốc hội, nhờ đó quá trình xem xét và sửa đổi dự luật được diễn ra cách hài hòa. Để một dự luật được ban hành thành luật sau khi được Quốc hội thông qua thì dự luật ấy phải được Tổng thống Cộng hòa phê chuẩn. Do vậy, Tổng thống Cộng hòa có quyền trì hoãn việc phê chuẩn nhằm ngăn cản hành vi chính trị đám đông và giảm thiểu khả năng vi phạm các điều ước quốc tế.  Khi Tổng thống Cộng hòa và Quốc hội đại diện cho hai vị thế khác biệt thì khả năng xung đột xảy ra là đáng kể. Quốc hội có thể vô hiệu hóa quyết định phủ quyết của Tổng thống Cộng hòa, tuy nhiên trong thực tế thì sự kiện này chưa từng xảy ra. Một tiền lệ hiếm gặp khác đó là các đảng phải cũng có thể nhất trí không bỏ phiếu biểu quyết theo đường lối của đảng mà giành quyền quyết định cho các nghị sĩ thuộc đảng.

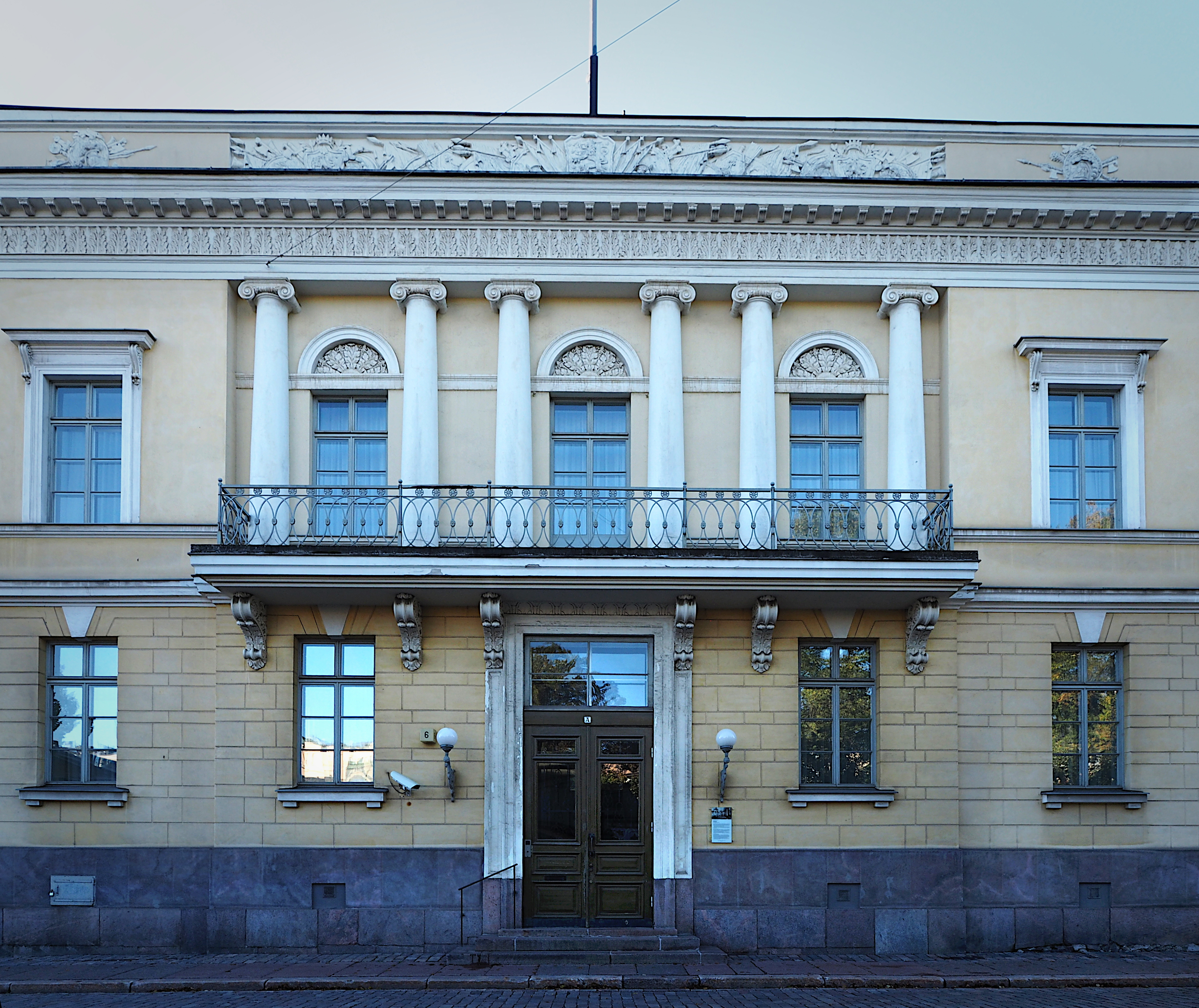
Dinh Smolna – thuộc phường Kaartinkaupunki, thành phố Helsinki – được dùng làm nhà yến tiệc của Chính phủ Phần Lan

Quốc hội là cơ quan ban hành các luật trong khi Chính phủ hoặc Bộ thì ban hành các nghị định (tiếng Phần Lan: asetus) với tư cách là một văn bản lập pháp theo ủy quyền (tiếng Anh: delegated legislation). Các nghị định có chức năng làm rõ, cụ thể hóa và hướng dẫn việc thi hành một đạo luật của Quốc hội mà không được mâu thuẫn với đạo luật ấy trong nội dung. Một thí dụ thông thường về chức năng của nghị định đó là cụ thể hóa số tiền trợ cấp thực tế dựa trên các điều khoản của một đạo luật có liên quan. Các nghị định trong mối tương quan tổng thể có thể được coi như một bộ luật quan trọng bên cạnh các đạo luật của Quốc hội.

## Ngân sách
Vốn nhà nước phải được chi theo kế hoạch chi được ấn định trong ngân sách nhà nước (tiếng Phần Lan: valtion talousarvio) – do Quốc hội phê chuẩn. Chính phủ chịu trách nhiệm soạn ra ngân sách hằng năm rồi trình cho Quốc hội thảo luận và phê duyệt. Chính phủ phải nộp đề xuất ngân sách bổ sung lên Quốc hội nếu cần thêm vốn vào thời điểm giữa năm của kế hoạch chi. Chẳng hạn, ngân sách nhà nước trung ương là 55,8 tỷ euro vào năm 2018, không bao gồm ngân sách khu tự quản và ngân sách của các cơ quan không trực thuộc Bộ nào (doanh nghiệp quốc doanh là một ví dụ).